# Charcotova noha
Charcotova noha (Charcotova neuropatická osteoarthropatie) je chronické, progresivní onemocnění kostí a kloubů nohou vznikající na podkladě poškození nervů (neuropatie).
Nejčastější příčinou poškození nervů je cukrovka. V akutním stádiu onemocnění je noha oteklá, zarudlá a teplá.

## Historie
Souvislost mezi onemocněním páteře a akutní arthropatií v oblasti nohy poprvé pozoroval J. K. Mitchell v roce 1831 . Jean-Martin Charcot, po kterém je tato choroba pojmenována, od roku 1853 studoval pacienty s tabes dorsalis (komplikace syfilis, která způsobuje postižení nervů na dolních končetinách) a jako první v roce 1868 publikoval článek popisující vznik akutní arthropatie v závislosti na postižení nervů . Charcot věřil, že příčinou onemocnění je destrukce trofických center centrálního nervového systému, která kontrolují nutriční zásobení kostí a kloubů. O téměř 70 let později W. R. Jordan poprvé poukázal na souvislost mezi diabetem a Charcotovou nohou . V současné době je právě cukrovka nejčastější příčinou postižení nervů na dolních končetinách, a tedy i nejčastější příčinou vzniku tohoto onemocnění.

## Popis
Výskyt Charcotovy nohy v populaci pacientů s cukrovkou se podle studií ze 60. let pohybuje mezi 0,3-0,5 %. Rentgenologické změny na kostech nohy ve smyslu Charcotovy nohy se však objevují mnohem častěji, bývají přítomny u 1,4-29 % pacientů s diabetem. Studie z posledních let ukazují, že výskyt této choroby se pohybuje okolo 1-5 % diabetiků . Nejčastější výskyt onemocnění je mezi 5. a 6. dekádou života u pacientů s délkou trvání diabetu více než deset let . Oboustranné postižení bylo pozorováno u 9-39 % pacientů. Onemocnění výrazně zvyšuje riziko vzniku vředu postižené končetiny, dále roste i riziko amputace a je prokázáno i zkrácené přežívání pacientů s Charcotovou nohou .

## Diagnostika
Diagnostika Charcotovy nohy je založena na klinickém obrazu onemocnění a na pomocných vyšetřeních. V akutním stádiu je postižená noha oteklá, zarudlá a někdy i bolestivá. Výskyt vředů, alespoň v počátečním stádiu, je vzácný. Neuropatie hraje zásadní roli při vzniku Charcotovy nohy, proto její diagnostika je velmi důležitá. Stupeň neuropatie bývá zjišťován pomocí monofilament, ladičky nebo biothesiometru; u pacientů s Charcotovou nohou je v drtivé většině případů přítomno těžké postižení nervů dolních končetin. Další vyšetřovací metoda - měření kožní teploty spočívá v měření teploty nad nejvíce postiženou oblastí nohy a tuto teplotu srovnáváme se stejným místem na druhé noze. Pokud je rozdíl teplot o 2 a více stupňů Celsia, tak se jedná o aktivaci onemocnění - aktivní fázi. Tato metoda je využívána i ke sledování aktivity onemocnění během léčby. Problém nastává v případě oboustranného postižení, kdy není možné správně posoudit aktivitu onemocnění pomocí této metody. Diagnostika Charcotovy nohy pomocí rentgenologického (RTG) vyšetření je velice pozdní. RTG zobrazí až výrazné změny kostí – větší zlomeniny a posuny úlomků kostí . CT (počítačová tomografie) vyšetření může pomoci k zpřesnění míst, kde jsou zlomeniny, má však podobné nedostatky jako RTG vyšetření. Spolehlivou diagnostickou metodou je naopak kostní scintigrafie, která se provádí na oddělení nukleární medicíny. K tomuto vyšetření není třeba žádné speciální přípravy. Vyšetření probíhá tak, že se do žíly podá značená látka, která se přednostně hromadí v místě poškozené kosti. Tato látka je detekována pomocí kamery, která se postupně otáčí kolem celého těla pacienta. Počítač pak výsledky zpracuje do trojrozměrného obrazu, takže lze posoudit místo a míru poškození kostí. Nejperspektivnější metodou v diagnostice Charcotovy nohy se zdá být magnetická rezonance (MRI), která dokáže odhalit i časná stádia onemocnění a může se využít i ke sledování léčby onemocnění.

## Léčba
Léčba pacientů s Charcotovou nohou, zejména v akutním stádiu, musí být zahájena co nejdříve, jen tak se dá předejít komplikacím – vzniku deformit a zlomenin. Terapie se liší v jednotlivých stádiích podle aktivity onemocnění. Léčba je často zdlouhavá (nejčastěji trvá 3-12 měsíců) a klade velké nároky na spolupráci pacienta. V aktivním stádiu musí být neprodleně zajištěno maximální odlehčení postižené končetiny. Používá se celá řada různých typů odlehčovacích ortéz; zlatým standardem je speciální odlehčená sádra . Ke zvýšení účinnosti léčby a zajištění stability pacienta je doporučováno současné používání podpažních berlí. Odlehčení je zcela zásadním opatřením a nelze ho nahradit žádnou jinou léčbou. Nezbytnou součástí je i pečlivá edukace pacienta s vysvětlením možných rizik nedodržování léčby (prodloužení léčby, vznik deformity, vředu, riziko amputace). Délka terapie ortézou závisí na aktivitě onemocnění (obvykle 3-6 měsíců); před úplným vysazením odlehčovací pomůcky musí předcházet období částečné a postupně se zvyšující zátěže postižené končetiny. Rizikem předčasného zatěžování může být návrat akutního stádia onemocnění. K léčbě se také využívají léky, které jsou jinak určeny pro léčbu prořídnutí kostí (osteoporózy) a jejich příznivý účinek byl prokázán i u Charcototvy nohy . Neodmyslitelnou součástí komplexní léčby jak v aktivní, tak v neaktivní fázi Charcotovy nohy, je dobrá kompenzace cukrovky. U pacientů v neaktivním stádiu onemocnění je třeba dbát zejména na prevenci vzniku vředů, zvláště pak u pacientů s deformitami.
Za předpokladu včasné diagnózy a vhodné léčby se může deformitám zcela předejít. U těchto pacientů je indikována speciální preventivní diabetická obuv, u pacientů s deformitami speciální ortopedická obuv tak, aby se předešlo vzniku vředů. Při vzniku vředu je vysoké riziko amputace postižené nohy. Tito pacienti musí být léčeni komplexně – odlehčením, antibiotiky a lokálními prostředky.